# Rolf Lassgård

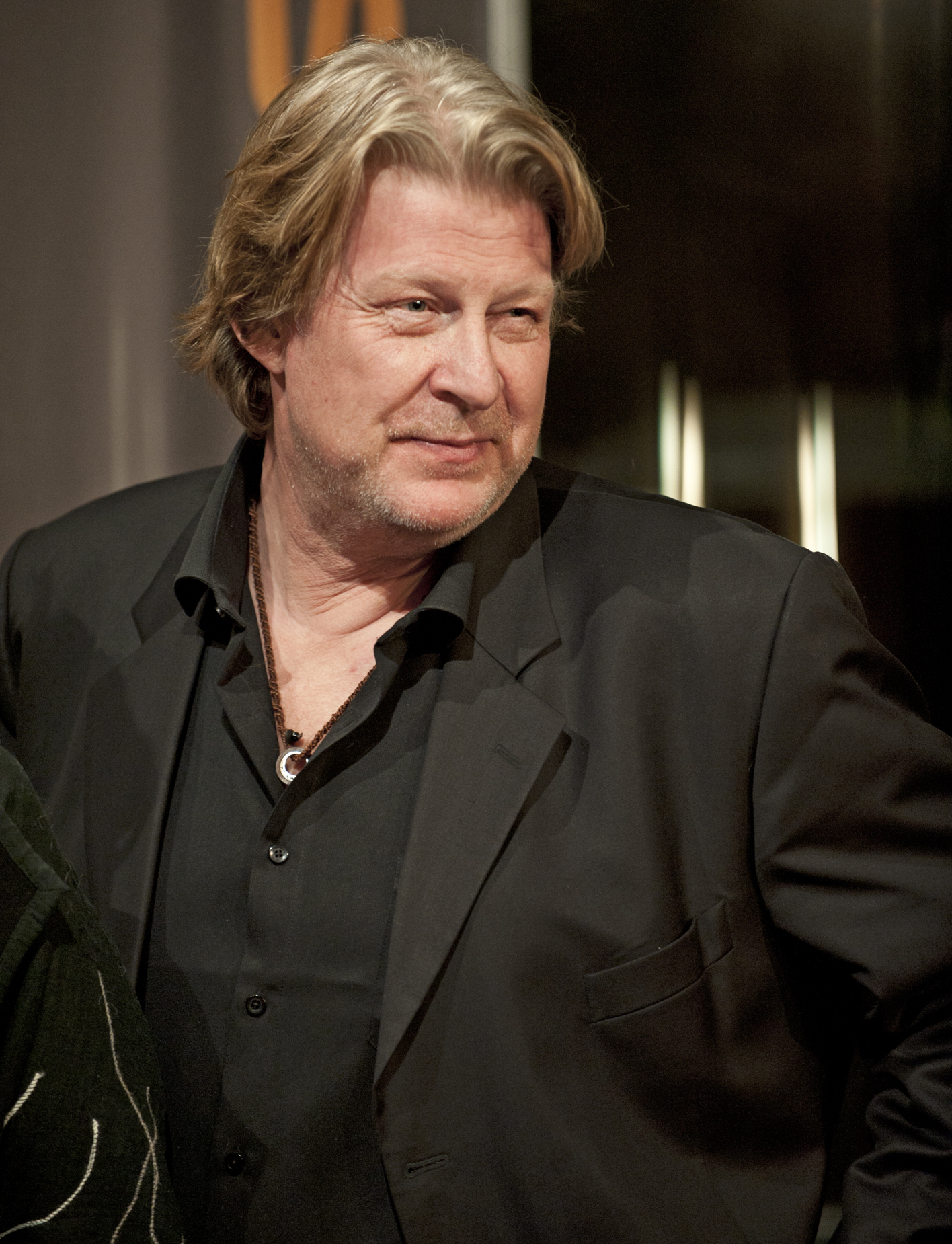
Rolf Lassgård (Berlinale, 2009)

Rolf Holger Lassgård (* 29. März 1955 in Östersund) ist ein schwedischer Schauspieler. Er spielt sowohl Rollen im Theater als auch im Film und gehört zu den bekanntesten Schauspielern Skandinaviens.

## Leben und Werk
Nachdem er die Schauspielschule in Malmö besucht hatte, wechselte er an das Skånska Teatern in Landskrona, wo er in Stücken von William Shakespeare und Bertolt Brecht spielte. Sein Durchbruch gelang ihm in der Rolle des Puck in Shakespeares Ein Sommernachtstraum. An diesem Theater traf er seine spätere Ehefrau Birgitta, die er 1982 heiratete.
In den 1990er Jahren konzentrierte er sich überwiegend auf das Arbeiten vor der Kamera. Er wirkte in zahlreichen internationalen Kino- und Fernsehfilmen mit und wurde mit vielen Preisen ausgezeichnet. Seine größte Bekanntheit im deutschsprachigen Raum erlangte er durch die Verkörperung des Kommissars Kurt Wallander, den er von 1994 bis 2007 in den Verfilmungen der Romane von Henning Mankell spielte. 2008 drehte er unter der Regie des deutschen Regisseurs Hans-Christian Schmid den Film Sturm, der am Wettbewerb der Berlinale 2009 teilnahm. Im deutschsprachigen Raum war er u. a. 2010 in der Darstellung des mordverdächtigen Maklers und Architekten Gunnar Andersson in der Bella-Block-Folge Das schwarze Zimmer zu sehen. 2015 spielte er den Titelcharakter in Ein Mann namens Ove, der 2017 für einen Oscar nominiert war.
In den Kinofilmen Die Spur der Jäger und Die Nacht der Jäger von 1996 bzw. 2011 spielte Lassgård den Ermittler Erik Bäckström. Dieselbe Figur verkörperte er ab 2018 in der Fernsehserie Jäger – Tödliche Gier.
Lassgård lebt mit seiner Ehefrau Birgitta und seinen drei Kindern Ida, Hanne und Anton in Gävle.

## Auszeichnungen und Ehrungen
Im Jahr 2017 wurde Lassgård mit der schwedischen königlichen Medaille Litteris et Artibus geehrt.

## Filmografie
- 1983: Limpan
- 1989: Kyrkkaffe (Kurzfilm)
- 1991: Önskas
- 1992: Mein großer starker Vater (Min store tjocke far)
- 1992: Kejsarn av Portugallien (Fernsehserie, 3 Folgen)
- 1993/94: Beck (Fernsehreihe)

1993: Alarm in Sköldgatan (Brandbilen som försvann)
1993: Polis polis potatismos
1993: Die Tote im Göta-Kanal (Roseanna)
1993: Der Mann auf dem Balkon (Mannen på balkongen)
1994: Der Polizistenmörder (Polismördaren)
1994: Kommissar Beck – Verschlossen und versiegelt (Stockholm Marathon)
- 1993: Kådisbellan
- 1993: Sagan om pappan som bakade prinsessor
- 1994: Sommarmord
- 1995: Petri tårar
- 1996: Die Spur der Jäger (Jägarna)
- 1996: Potatishandlaren
- 1996: Jetzt oder nie! (Sånt är livet)
- 1997: En frusen dröm
- 1998: Kvinnan i det låsta rummet
- 1998: Das Glück kommt morgen (Under solen)
- 1999: Där regnbågen slutar
- 1999: Magnetisörens femte vinter
- 2000: Gossip
- 2001: Familjehemligheter
- 2002: Hundarna
- 2003: Capricciosa
- 2004: The Queen of Sheba’s Pearls
- 2004: Tre solar
- 2006: Nach der Hochzeit (Efter brylluppet)
- 2006: Möbelhandlarens Dotter (Fernsehserie, 7 Folgen)
- 2007: Wen man liebt (Den man älskar)
- 2007: Järnets änglar
- 2008: Angel
- 2008: De galnas hus
- 2009: Eine vernünftige Lösung (Det enda rationella)
- 2009: Sturm (Storm)
- 2009: Ellas Geheimnis
- 2009: Så olika
- 2010: Bella Block: Das schwarze Zimmer (Fernsehreihe)
- 2010: Sebastian Bergman (Den fördömde, Fernsehreihe) → siehe Folgen
- 2010: Kennedys Hirn
- 2011: Die Nacht der Jäger (Jägarna 2)
- 2011–2015: Dag (Fernsehserie, 26 Folgen)
- 2013: Tod eines Pilgers (En pilgrims död, Fernsehserie, 4 Folgen)
- 2013: Uferlos!
- 2014: Der vierte Mann (Den fjärde mannen)
- 2015: Der Fall Barschel
- 2015: Ein Mann namens Ove (En man som heter Ove)
- 2017: Downsizing
- 2017: Das Löwenmädchen (Løvekvinnen)
- seit 2018: Jäger – Tödliche Gier (Jägarna, Fernsehserie, 12 Folgen)
- 2019–2023: Exit
- 2020: Mein Vater Marianne
- 2021: Schachnovelle
- 2021: Ein großes Versprechen
- 2023: Blackwater – Im Schatten der Vergangenheit (Händelser vid vatten, Fernsehserie, 6 Folgen)

Außerdem als Mankells „Kurt Wallander“:
- 1994: Mörder ohne Gesicht (Mördare utan ansikte)
- 1995: Hunde von Riga (Hundarna i Riga)
- 1996: Die weiße Löwin (Den vita lejoninnan)
- 2000: Die falsche Fährte (Villospår)
- 2002: Die fünfte Frau (Den 5:e kvinnan)
- 2003: Der Mann, der lächelte (Mannen som log)
- 2005: Mittsommermord (Steget efter)
- 2006: Die Brandmauer (Brandvägg)
- 2007: Wallanders letzter Fall (Pyramiden)